# Svídnice (district de Rychnov nad Kněžnou)
Svídnice (en allemand : Schweidnitz) est une commune du district de Rychnov nad Kněžnou, dans la région de Hradec Králové, en République tchèque. Sa population s'élevait à 161 habitants en 2020.

## Géographie
Svidnice se trouve à 10 km au sud-sud-ouest de Rychnov nad Kněžnou, à 32 km à l'est-sud-est de Hradec Králové et à 128 km à l'est de Prague.
La commune est limitée par Kostelec nad Orlicí à l'ouest et au nord, par Doudleby nad Orlicí et Vrbice à l'est, par Krchleby au sud et par Kostelecké Horky au sud-ouest.

## Histoire
La première mention écrite de la localité date de 1342.

## Administration
La commune se compose de deux quartiers :
- Svídnice
- Suchá Rybná